# 羽後三輪駅
羽後三輪駅（うごみわえき）は、秋田県雄勝郡羽後町貝沢雀田（開業時は旧・雄勝郡三輪村貝沢雀田）にあった羽後交通雄勝線（旧・雄勝鉄道）の駅（廃駅）である。雄勝線の廃線に伴い1973年（昭和48年）4月1日に廃駅となった。

## 歴史
- 1928年（昭和3年）8月10日：雄勝鉄道湯沢駅 - 西馬音内駅間開通に伴い開業[1][2][3][4]。
- 1943年（昭和18年）10月16日：交通統合に伴い横荘鉄道の駅となる[2][3]。
- 1944年（昭和19年）6月1日：鉄道会社名を羽後鉄道に改称。路線名を雄勝線に制定。それに伴い羽後鉄道雄勝線の駅となる[1][2][5]。
- 1947年（昭和22年）
  - 7月23日：豪雨による路盤及び橋脚損壊により雄勝線全区間運休、当駅も営業休止となる[3][6]。
  - 8月14日：羽後山田駅 - 梺駅間が復旧、当駅も営業再開となる[3][6]。
- 1952年（昭和27年）2月15日：鉄道会社名を羽後交通に改称。それに伴い羽後交通雄勝線の駅となる[1][2][3][5]。
- 1970年（昭和45年）10月1日：車扱貨物営業が休止となる[7]。
- 1971年（昭和46年）7月26日：閉塞取扱が廃止となる[3][4]。
- 1973年（昭和48年）4月1日：雄勝線の廃線に伴い廃止となる[1][2][3][5]。

## 駅構造
廃止時点で、島式ホーム（片面使用）1面1線を有する地上駅であった。晩年に閉塞取扱が廃止になるまでは島式ホーム1面2線を有する列車交換可能な交換駅であった。外側（西側）が下り線（梺方面）、駅舎側（東側）が上り線（湯沢方面）となっていた。そのほか側線として、上り線から東に分岐し駅舎との間を通過し、駅舎東側の貨物積卸場への貨物線を1線有していた。貨物積卸場には農業倉庫も設置されていた。閉塞取扱廃止後の側線の状況は不明である。
職員配置駅となっていた。駅舎は構内の北東側に位置し、ホーム北側のスロープとを結ぶ構内踏切で連絡した。
閉塞取扱廃止前までの列車交換の通標は、湯沢駅 - 当駅間は「○」、当駅 - 西馬音内駅間は「□」であった。また、1965年（昭和40年）12月8日までの列車交換の通標は、羽後山田駅 - 当駅間は「○」、当駅 - 西馬音内駅間は「□」であった。

## 駅周辺
旧・雄勝郡三輪村の中心駅であった。
- 秋田県道276号下開清水線 - 現在の状況。
- 国道398号柳田バイパス - 現在の状況。
- 三輪郵便局
- 羽後町立三輪中学校
- 羽後町立三輪小学校

## 駅跡
1995年（平成7年）時点ではくみあいマーケットになっていた。2007年（平成19年）5月時点では、JAのビルが建築されていたが、その傍らにホームの先端部分と思われるコンクリート製の土台が残存していた。2010年（平成22年）時点ではこの建物はJAこまち三輪支店であった。

## 隣の駅
羽後交通
雄勝線
貝沢駅 - 羽後三輪駅 - あぐりこ駅